# Bonprix
Bonprix är ett tyskt modeföretag som säljer varor via kataloger och online. Bonprix är ett dotterbolag till Otto-gruppen som grundades 1986 och har sitt säte i Hamburg. Produktutbudet består av dam-, herr- och barnkläder samt hemtextilier, mindre möbler och accessoarer. Bonprix har över 3 000 anställda internationellt. Den svenska filialen startade sin webbshop 2009 och samarbetar med Trygg e-handel.

## Historia
Grunden för Bonprix lades 1986 av Hans-Joachim Mundt och Michael Newe. 1988 utökades ledningen till tre då Josef Teeken tillkom. År 1989 lyckades företaget nå den första miljonen tyska mark i omsättning.
Endast ett par veckor efter att företaget grundades skickades den första postorderkatalogen ut och bestod av 32 sidor, vilket kan jämföras med att dagens kataloger består av över 200 sidor.
1997 startade Bonprix sin webbshop och idag görs över 50 % av alla beställningar över internet. Varje månad besöker 7,2 miljoner besökare företagets webbplatser.
1999 öppnades den första Bonprix-filialen på Fuhlsbüttler Straße i Hamburg. Fler butiker öppnades sedan i norra Tyskland. Nu äger modeföretaget över 70 butiker i Tyskland och ytterligare över 30 i Österrike, Schweiz och Italien.

## Företag
Sedan 1990 har företaget använt  sig av ett flerkanalsystem med en blandad marknadsföring och försäljning genom kataloger, märkesbutiker, webbshop och tv-inslag. Under de senaste åren har Bonprix blivit en av Tysklands tio främsta webbshoppar och når 27 miljoner kunder i 29 länder runtom i världen varav 9,5 miljoner bor i Tyskland. Med en omsättning på 1,1 miljarder euro 2010 ".är företaget ett av de mest framgångsrika i Otto-gruppen. På senare år har webbshoppen bonprix.de utvecklats till företagets huvudsakliga försäljningskanal.". Produktutbudet uppgår till cirka 30 000 artiklar.
Sedan 1991 bedriver Bonprix en kampanj för att utöka till andra europeiska länder. De finns representerat i 29 länder.